# Ghiacciaio Mulock
Il ghiacciaio Mulock è un ghiacciaio lungo circa 90 km e largo circa 22 alla bocca, situato nella regione meridionale della Terra di Oates, nell'Antartide orientale. Il ghiacciaio, il cui punto più alto si trova a circa 1200 m s.l.m., si trova sulla costa di Hillary e ha origine direttamente dall'Altopiano Antartico, da cui fluisce verso sud-est scorrendo tra la dorsale Conway, nei monti Cook, a sud, e la dorsale Worcester, a nord, fino a entrare nell'insenatura di Mulock, andando ad alimentare la barriera di Ross, tra capo Lankester e capo  Teall.
 Lungo il suo percorso il flusso del ghiacciaio Mulock è arricchito da quello di diversi altri ghiacciai, tra cui l'Heap e il Fastook, che gli si uniscono da sud-ovest, il Kehle, che gli si unisce da nord-est, e il Deception, che gli si unisce da nord.

## Storia
La parte terminale del ghiacciaio Mulock fu avvistata e mappata durante la spedizione Discovery, condotta negli anni 1901-04 dal capitano Robert Falcon Scott. L'intera formazione è stata poi mappata da membri dello United States Geological Survey (USGS) grazie a fotografie aeree scattate dalla marina militare statunitense (USN) nel periodo 1960-62, e così battezzata dal Comitato neozelandese per i toponimi antartici in onore del tenente George Mulock, della marina militare britannica, che nel 1901, a bordo della Morning, partecipò alla spedizione di soccorso della spedizione Discovery, bloccata in Antartide.